# T3 (Ізмір)
Трамвайна лінія T3 Чийлі (тур. T3 Çiğli Tramvayı) — 12-кілометрова мережа міського легкорейкового транспорту (LRT) у районі Чийлі, Ізмір, Туреччина, і є однією з трьох ліній ізмірського трамвая.

## Історія
Будівельні роботи на трамвайній лінії розпочато в лютому 2021 року. 
Тест-драйви почалися в грудні 2022 року, а лінію відкрито 27 січня 2024 року. 

Лінія T3 працює як дві різні кільцеві лінії: синя (внутрішня) лінія , що йде за маршрутом "Аташехір-Кавшаги — İAOSB — Аташехір-Кавшаги", і червона (зовнішня) лінія за маршрутом "Аташехір-Кавшаги — Університет Катіпа Челебі — İAOSB — Аташехір-Кавшаги" проти годинникової стрілки. 

## Маршрут
Червона (Зовнішня) лінія починається від Аташехір-Кавшаги і прямує через Семра-Аксу, Старий аеропорт, Єнімахалле, регіональну лікарню Чийлі, Ата-Санаї та Евку 5, до університету Катіпа Челебі. 
Потім трамваї, що повертаються з університету Катіпа Челебі, проїжджають через середню школу İAOSB Школа Недіма Уйсала, бульвар Мустафи Кемаля Ататюрка , директорат İAOSB, Кемаля Байсака, Ніхат-Каракартала та Назіма-Гікмета-Рана та знову досягають Аташехір-Кавшаги, щоб завершити кільцеве обслуговування. 

Синя (внутрішня) лінія починається від Аташехір-Кавшаги, проходить через Назім Хікмет Ран , Ніхат Каракартал , Кемаля Байсака, Директорат IAOSB, бульвар Мустафи Кемаля Ататюрка та досягає IAOSB Середньої школи Недіма Уйсала . На відміну від Зовнішньої (Червоної) лінії, вона продовжує свій маршрут від зони стрілочного переводу без зупинки в університеті Катіпа Челебі та проходить через Евка 5, Ата-Санаї, регіональну лікарню Чийлі, Єнімахалле, Старий аеропорт і Семра-Аксу, і знову досягає Аташехір-Кавшаги, завершуючи кільцеве обслуговування. 

Трамвайна лінія є під орудою Ізмірського метрополітену. 

Лінію обслуговують трамваї, вироблені на заводі Hyundai Rotem в Адапазари. 

Двосторонні п'ятисекційні трамваї довжиною 32 м, мають вагу 43,1 тонни кожен. 

Вони розраховані на 48 місць для сидіння і можуть перевозити до 285 пасажирів кожен. 
Сервісна швидкість становить 24 км/год, 
, 
а максимальна — 70 км/год. 
Трамваї курсують європейською колією 1435 мм. 
Система електрифікації трамваїв — 750 В постійного струму. 
Лінія має систему сигналізації керування поїздами CBTC. 

## Станції та пересадки
| Трамвай Чийлі Червона лінія                                          | Трамвай Чийлі Червона лінія | Трамвай Чийлі Червона лінія     | Трамвай Чийлі Червона лінія                  |
| Станція                                                              | Платформи                   | Пересадки                       | Примітки                                     |
| -------------------------------------------------------------------- | --------------------------- | ------------------------------- | -------------------------------------------- |
| Аташехір-Кавшаги (тур. Ataşehir Kavşağı)                             | 1 острівна платформа        | T1, автобус                     |                                              |
| Семра-Аксу (тур. Semra Aksu)                                         | 1 острівна платформа        | İZBAN, автобус                  |                                              |
| Старий аеропорт (тур. Eski Havaalanı)                                | 1 острівна платформа        |                                 |                                              |
| Єнімахалле (тур. Yenimahalle)                                        | 1 острівна платформа        | автобус                         |                                              |
| Лікарня Чийлі (тур. Çiğli Bölge Hastanesi)                           | 1 острівна платформа        | автобус                         |                                              |
| Ата-Санаї (тур. Ata Sanayi)                                          | 1 острівна платформа        |                                 |                                              |
| Евка 5 (тур. Evka 5)                                                 | 2 берегові платформи        |                                 | Платформи в шаховому порядку                 |
| Університет Катіпа Челебі (тур. Katip Çelebi Üniversitesi)           | 1 острівна платформа        |                                 | Тут зупиняються лише трамваї Червоної лінії. |
| İAOSB Школа Недіма Уйсала (тур. İAOSB Nedim Uysal Lisesi)            | 2 берегові платформи        | автобус                         | Платформи в шаховому порядку                 |
| Бульвар Мустафи Кемаля Ататюрка (тур. Mustafa Kemal Atatürk Bulvarı) | 2 берегові платформи        |                                 | Платформи в шаховому порядку                 |
| Дирекція İAOSB (тур. İAOSB Müdürlüğü)                                | 2 берегові платформи        | автобус                         | Платформи в шаховому порядку                 |
| Кемаль Байсак (тур. Kemal Baysak)                                    | 2 берегові платформи        |                                 | Платформи в шаховому порядку                 |
| Ніхат Каракартал (тур. Nihat Karakartal)                             | 2 берегові платформи        |                                 | Платформи в шаховому порядку                 |
| Назим-Гікмет-Ран (тур. Nazım Hikmet Ran)                             | 1 острівна платформа        |                                 |                                              |
| Аташехір-Кавшаги (тур. Ataşehir Kavşağı)                             | 1 острівна платформа        | T1 Tram (Зелена лінія), автобус |                                              |
| Трамвай Чийлі Синя лінія                                             |                             |                                 |                                              |
| Станція                                                              | Платформи                   | Пересадки                       | Примітки                                     |
| Аташехір-Кавшаги (тур. Ataşehir Kavşağı)                             | 1 острівна платформа        | T1 Tram (Зелена лінія), автобус |                                              |
| Назим-Гікмет-Ран (тур. Nazım Hikmet Ran)                             | 1 острівна платформа        |                                 |                                              |
| Ніхат Каракартал (тур. Nihat Karakartal)                             | 2 берегові платформи        |                                 | Платформи в шаховому порядку                 |
| Кемаль Байсак (тур. Kemal Baysak)                                    | 2 берегові платформи        |                                 | Платформи в шаховому порядку                 |
| Дирекція İAOSB (тур. İAOSB Müdürlüğü)                                | 2 берегові платформи        | автобус                         | Платформи в шаховому порядку                 |
| Бульвар Мустафи Кемаля Ататюрка (тур. Mustafa Kemal Atatürk Bulvarı) | 2 берегові платформи        |                                 | Платформи в шаховому порядку                 |
| İAOSB Школа Недіма Уйсала (тур. İAOSB Nedim Uysal Lisesi)            | 2 берегові платформи        | автобус                         | Платформи в шаховому порядку                 |
| Евка 5 (тур. Evka 5)                                                 | 2 берегові платформи        |                                 | Платформи в шаховому порядку                 |
| Ата-Санаї (тур. Ata Sanayi)                                          | 1 острівна платформа        |                                 |                                              |
| Лікарня Чийлі (тур. Çiğli Bölge Hastanesi)                           | 1 острівна платформа        | автобус                         |                                              |
| Єнімахалле (тур. Yenimahalle)                                        | 1 острівна платформа        | автобус                         |                                              |
| Старий аеропорт (тур. Eski Havaalanı)                                | 1 острівна платформа        |                                 |                                              |
| Семра-Аксу (тур. Semra Aksu)                                         | 1 острівна платформа        | İZBAN, автобус                  |                                              |
| Аташехір-Кавшаги (тур. Ataşehir Kavşağı)                             | 1 острівна платформа        | T1, автобус                     |                                              |